# Entodon laxo-alaris
Entodon laxo-alaris là một loài Rêu trong họ Entodontaceae. Loài này được (Müll. Hal.) Broth. ex Paris mô tả khoa học đầu tiên năm 1909.